# Ölandssnipa
Ölandssnipor är en typ av ej däckade allmogebåtar byggda i ek på klink. Det speciella med Ölandssnipor är att de är spetsgattade, försedda med stävar i både för och akter. Ölandssnipor var utrustade med åror för rodd eller sprisegel för segling
Ölandssnipan finns som enmänning och tvåmänning samt tremänning och benämns efter antal master och manskap för att kunna segla. Ölanddsniporna användes till både fiske och transporter. Vanligast var sjuttonfotsbåtarna, enmänningen (cirka fem meter) med ett sprisegel och fock. De större båtarna, som kunde vara över 30 fot, dessa var utrustade med två eller tre sprisegel samt fock på den främre masten. De större båtarna användes till för att frakta posten mellan Öland och Gotland på 1600-talet och så långt fram som till 1800-talet. Varutransporten till och från fastlandet, även till kungliga huvudstaden skedde med Ölandssnipor. Varje år har man kappsegling med Ölandssnipor utanför Byxelkrok. 